# Білл (ураган, 2009)
Ураган «Білл» (англ. Hurricane Bill) — великий атлантичний тропічний циклон 4 категорії, який завдав незначної шкоди переважно атлантичній частині Канади та східному узбережжю Сполучених Штатів у серпні 2009 року. 
За дев'ять днів Білл завдав збитків на 46,2 мільйона доларів і загинуло дві людини. Проходячи поблизу Бермудських островів, ураган спричинив перебої з електроенергією через сильний вітер, хоча пошкодження були незначними. Незважаючи на те, що шторм залишався далеко від берега східного узбережжя Сполучених Штатів, велике поле вітру сприяло сильному прибою, який спричинив сильну ерозію пляжу. Численні морські рятувальні операції відбувалися внаслідок того, що людей знесло сильними хвилями. Обидві смерті, викликані ураганом, стали результатом утоплення біля узбережжя США. У деяких районах Нової Англії зовнішні смуги шторму викликали раптову повінь. В Атлантичній Канаді Білл спричинив головним чином перебої з електроенергією та повені. Кілька доріг були затоплені в Новій Шотландії, 32 000 людей залишилися без світла. У Ньюфаундленді, де ураган обрушився на сушу, сильний вітер завдав незначних пошкоджень деревам. Будучи позатропічною системою, Білл випав невеликі опади на Британських островах і в Скандинавії.

## Метеорологічна історія

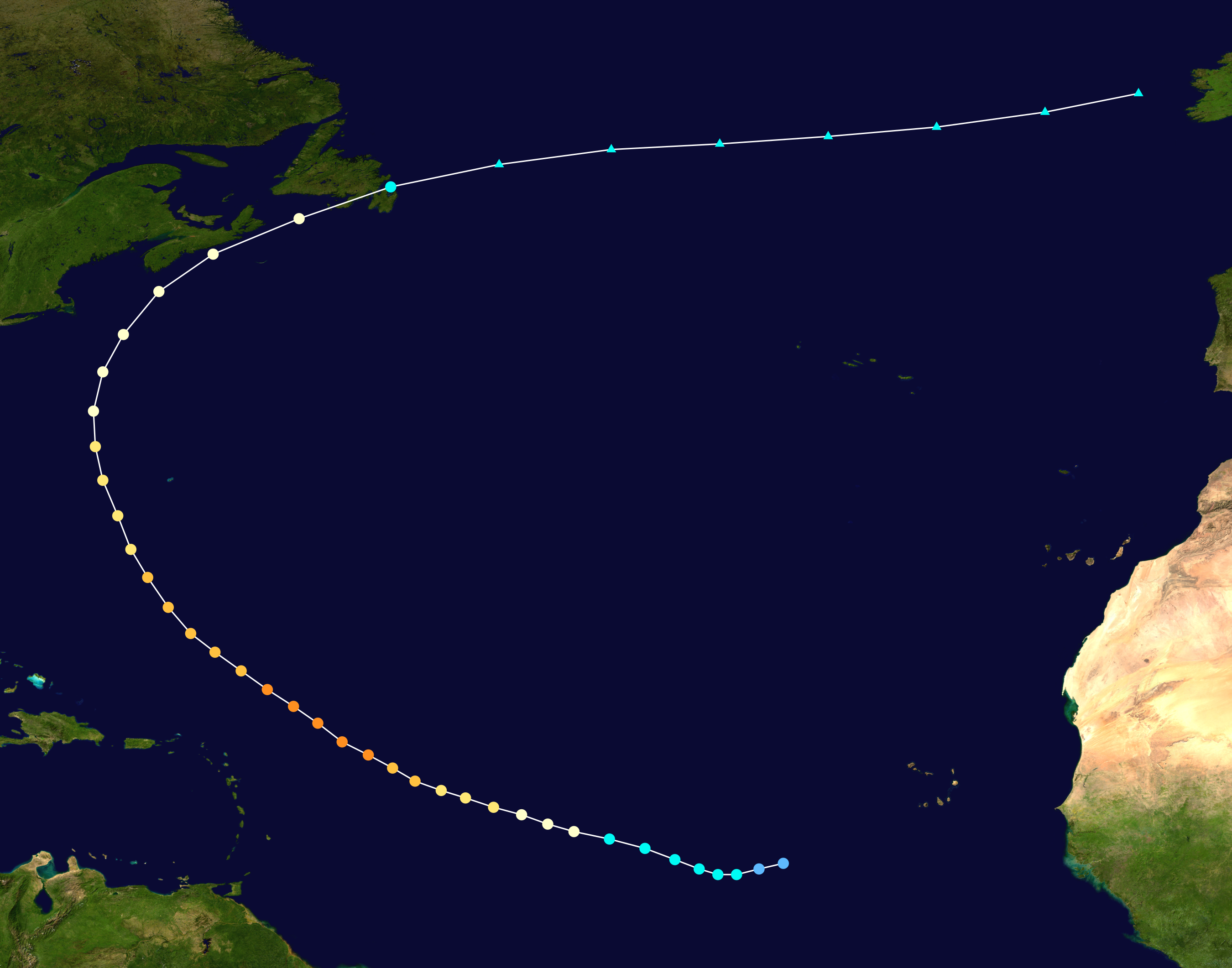
Карта шляху і інтенсивності Урагану Білл за шкалою Саффіра-Сімпсона

Тропічна хвиля відійшла від західного узбережжя Африки 12 серпня 2009 року і увійшла в Атлантичний океан. Національний центр спостереження за ураганами (NHC) відзначив можливість розвитку тропічного циклону, оскільки хвиля вже супроводжувалася широкою зоною злив і гроз. Хвиля швидко організувалася, і 13 серпня на південь від островів Кабо-Верде утворилася система низького тиску. 14 серпня конвекція стала дещо менш організованою, хоча на початку 15 серпня NHC повідомив, що формується тропічна депресія. Того ж дня система була оголошена третьою тропічною депресією.
Нещодавно визначена депресія продовжувала посилюватися, і швидко переросла в тропічний шторм. Почали утворюватися численні смуги дощу, хоча шторму бракувало глибокої конвекції поблизу центру. У цей час Біллу вже пророкували ураган. До початку 16 серпня шторм розвинув те, що синоптики NHC описали як «прекрасну» хмарність, і умови навколишнього середовища сприяли подальшому посиленню. Рано 17 серпня Білл активізувався, щоб отримати статус урагану 1 категорії за шкалою ураганів Саффіра-Сімпсона.
Наприкінці 17 серпня супутникові знімки вказували на те, що можливо утворилось око циклону. Білл підтримував глибоку конвекцію та добре встановлений відтік з верхнього рівня; його було підвищено до 2 категорії незадовго до проходження циклу заміни очної стінки. На початку 18 серпня шторм мав дуже симетричний і добре організований вигляд на супутникових зображеннях, а також велике, чітко виражене око. Шторм рухався на північний-захід під керуючими течіями субтропічного хребта на півночі. Інформація отримана від Мисливців за ураганами звіти та супутникові зображення показали, що 18 серпня шторм посилився та досяг 3-ї категорії, що робить його сильним ураганом. Незважаючи на деякий зсув вітру, 19 серпня інтенсивність Білла була підвищена до 4 категорії і досягла максимального розміру з ураганним вітром, який простягався на 115 миль (185 км), а тропічний штормовий вітер простягався на 290 миль (470 км) від центру.
20 серпня шторм почав слабшати, його було знижено до 3 категорії, оскільки пов’язана з ним конвекція дещо зменшилася. Очна стінка шторму також ослабла, і частина її розсіялася пізніше того ж дня. Зсув також погіршив структуру шторму, в результаті чого хмари були витіснені з основної циркуляції. Однак невдовзі після цього око стало набагато чіткішим і з’явилося кілька мезовихрів, характерних для інтенсивних ураганів. 21 серпня ураган Білл був знижений до 2 категорії через погіршення структури шторму; однак атмосферний тиск в оці на той час становив 954 мбар (гПа), що еквівалентно сильному шторму 3 категорії. До ранку 22 серпня ураган завершив цикл заміни очної стінки та показав око на 55 миль (89 км).
Пізніше, 22 серпня, шторм послабшав до урагану 1 категорії, оскільки Білл рухався над прохолоднішими водами. Шторм зберігав свою інтенсивність до 23 серпня, оскільки він зберігав своє хмарне око та швидко рухався на північний-схід, створюючи 26,4 м (87 футів) хвилі біля La Have Bank Buoy (станція 44142) 42,5° пн. 64,02° зх.д. і 16 футовий сплеск на узбережжі в Новій Англії та Новій Шотландії. Потім шторм обрушився на сушу незадовго до півночі за місцевим часом у Пойнт-Розі на півострові Бурін у Ньюфаундленді як тропічний шторм зі швидкістю 70 миль/год (110 км/год). Невдовзі після цього його було знижено до тропічного шторму, а потім він втратив тропічні характеристики. Залишки Білла перетнули Атлантичний океан як екстратропічний шторм і пізніше вплинули на Сполучене Королівство сильним дощем і прибоєм. 26 серпня залишки урагану Білл були поглинені більшим позатропічним циклоном поблизу Британських островів.

## Підготовка

### Бермудські острови

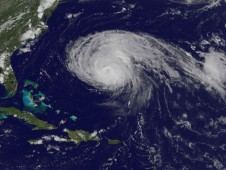
Ураган Білл наближається до Бермудських островів 21 серпня

18 серпня Організація з надзвичайних заходів (EMO) Бермудських островів порадила громадськості почати готуватися до урагану Білл. Деррік Біннс, постійний секретар Міністерства праці, внутрішніх справ і житлово-комунального господарства, повідомив, що «ми уважно стежили за штормом із самого початку, і сьогодні ми переглянули наше планування та процедури, щоб забезпечити синхронізацію всіх заходів. Хоча ми все ж опублікували попередження про ураган, я вважаю, що важливо порадити мешканцям перевірити свої набори для екстреної допомоги, щоб переконатися, що запасів достатньо». Мешканцям острова було наказано переглянути свої запаси надзвичайних ситуацій, а власників човнів закликали убезпечити свої судна. До 20 серпня підготовка розширилася, оскільки передбачуваний шлях Білла мав пройти 200 миль на південний-захід від британської заморської території рано 22 серпня. Пізно ввечері 21 серпня міст Козуей з’єднує східну парафію Сент-Джордж було закрито, а також міжнародний аеропорт Л. Ф. Вейда. Поромне сполучення було скасовано до 23 серпня. Пізно ввечері 21 серпня на Бермудських островах спостерігався тропічний штормовий вітер із деякими поривами, що перевищували силу урагану.

### Сполучені Штати
У відповідь на прогнозу штормового прибою та розривних течій пожежна служба Атлантик-Біч, штат Північна Кароліна, запланувала збільшити кількість чергових рятувальників. На Лонг-Айленді, штат Нью-Йорк, місцеві чиновники почали стежити за ураганом Білл і розпочали підготовку. Місцеві працівники обрізали дерева, щоб зменшити кількість уламків у повітрі. 17 серпня армія Сполучених Штатів оцінила потреби електроенергії в 30 ключових будівлях. Мешканців закликали запастися продовольством і необхідними речами, оскільки чиновники підрахували, що в разі надзвичайної ситуації урагану майже 650 000 людей не матимуть доступу до притулку. Округ Саффолк та Червоний Хрест почав організовувати підприємства громадського харчування для приготування їжі для забезпечення притулків. Енергетичне управління Лонг-Айленда також вжило превентивних заходів.
20 серпня Агентство з управління надзвичайними ситуаціями штату Массачусетс провело кілька телефонних конференцій із Національною службою погоди щодо можливих наслідків шторму в штаті, зокрема в Кейп-Коді. Білл підійшов достатньо близько до регіону, і на деякий час було оголошено попередження про тропічний шторм.

### Атлантична Канада

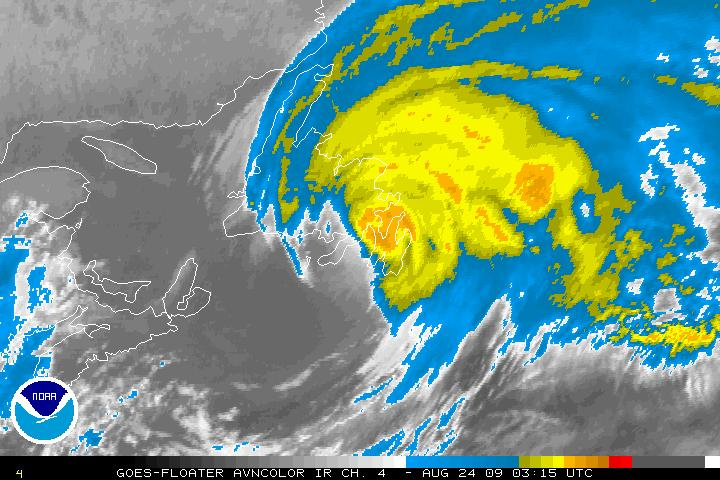
Ураган Білл над Ньюфаундлендом 24 серпня

Пітер Бойєр, керівник програми Канадського центру спостереження за ураганами, порадив жителям Нової Шотландії стежити за розвитком шторму та вживати необхідних заходів. Він сказав, що "майже неминуче, що шторм знайде якусь частину Східної Канади. Будь то морські райони чи сухопутні райони, ще занадто далеко сказати". Десятки рейсів були скасовані перед штормом у міжнародному аеропорту Галіфакс-Стенфілд, а поромне сполучення між Новою Шотландією та Ньюфаундлендом було тимчасово скасовано. Корпорація ExxonMobil як запобіжний захід евакуювала майже 200 співробітників із проекту поблизу Нової Шотландії. 22 серпня офіційні особи оголосили, що всі парки в Новій Шотландії будуть закриті на час дії урагану Білл.
22 серпня Метеорологічне агентство Канади, опублікувало попередження про тропічний шторм від Чарльзвіля в окрузі Шелберн, Нова Шотландія на схід до Екум Секум у регіональному муніципалітеті Галіфакс. Для районів між Ecum Secum на схід і Point Aconi було оголошено спостереження за ураганами. Північне узбережжя Нової Шотландії, що залишилося, острів Принца Едварда та західний Ньюфаундленд опинилися під спостереженням за тропічним штормом. Кілька годин потому попередження про тропічний шторм було розширено, щоб включити території, які перебувають під спостереженням за ураганами, і більшу частину Ньюфаундленду було поміщено під спостереження за тропічними штормами. Вранці 23 серпня на Ньюфаундленді було оголошено попередження про тропічний шторм для районів між Стоунз-Коув і мисом Бонавіста. Близько 150 людей були евакуйовані з двох будинків для літніх людей у Ньюфаундленді, а в місті Пласентія було введено надзвичайний стан через побоювання збитків від штормових хвиль.

### Велика Британія та Ірландія
25 серпня Met Éireann випустив попередження про шторм на півдні Ірландії та порадив невеликим човнам не виходити у море, доки система не пройде. Вони також прогнозують до 25 мм опадів по всій Ірландії. Метеорологічна служба Великобританії видала попередження про складні погодні умови, готуючись до приходу шторму.

## Наслідки
19 серпня Пітер Брей, британський веслувальник, який намагався побити рекорд із найшвидшого перетину Атлантики в одиночку, був змушений покинути свій човен і сісти на RRS James Cook через те, що він опинився на шляху урагану Білла. Великі, небезпечні для життя хвилі, спричинені штормом, вплинули на північне узбережжя Пуерто-Рико та Гаїті, коли ураган Білл наближався до Бермудських островів.

### Сполучені Штати

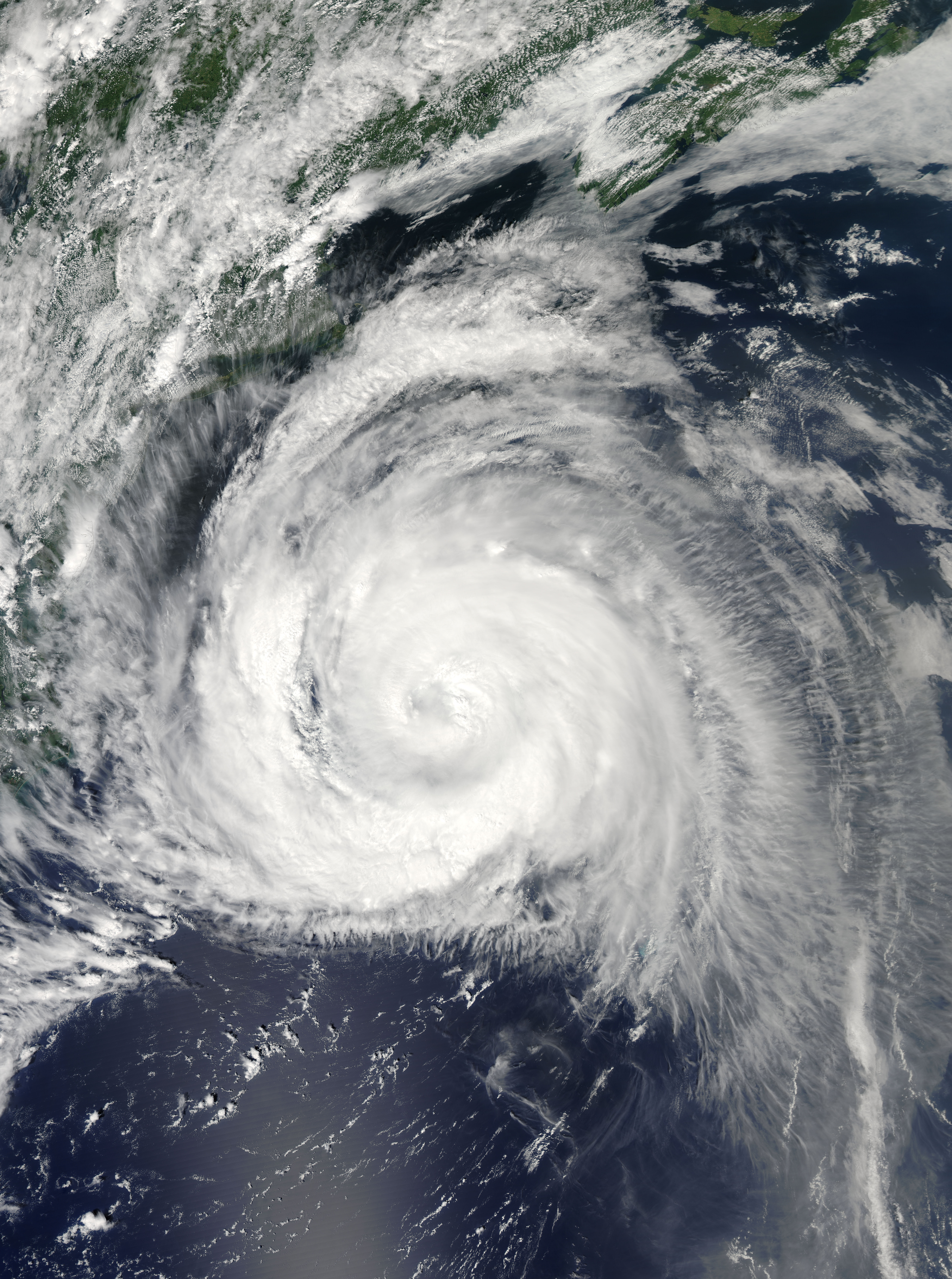
Ураган Білл біля східного узбережжя США 22 серпня

У Массачусетсі зовнішні смуги урагану Білл спричинили значну кількість опадів, пік яких досяг 3,74 дюйма (95 мм) у [[[Кінгстон (Массачусетс)|Кінгстоні]], штат Массачусетс. У більшості районів уздовж східної частини штату вночі з 22 серпня на ранок 23 серпня пройшов дощ, у деяких областях він перевищив 2 дюйми (51 мм). На Лонг-Айленді пляжі були серйозно пошкоджені; у деяких районах збитки були найгіршими з часів урагану Глорія в 1985 році. Уздовж узбережжя Північної Кароліни хвилі середньою висотою 10 футів (3,0 м) вплинули на пляжі. На пляжі Райтсвілль було проведено до 30 рятувальних робіт через сильні розривні течії та великі хвилі; однак лише один інцидент закінчився госпіталізацією. На острові Болд-Хед відбулася сильна ерозія пляжу, де 150 футів (46 м) пляжу було змито, що призвело до втрати залишків гнізд морських черепах.
Уздовж узбережжя штатів Вірджинія, Меріленд і Делавер висота хвиль досягала 8 футів (2,4 м). Пляжі вздовж берегової лінії Джорджії, розташовані майже в 600 милях (970 км) від Білла, зафіксували великі хвилі через шторм і сильні розривні течії. У Делавері хвилі досягли максимуму близько 10 футів (3,0 м), що призвело до серйозної травми людини після того, як хвиля підкинула чоловіка й кинула обличчям у пісок.

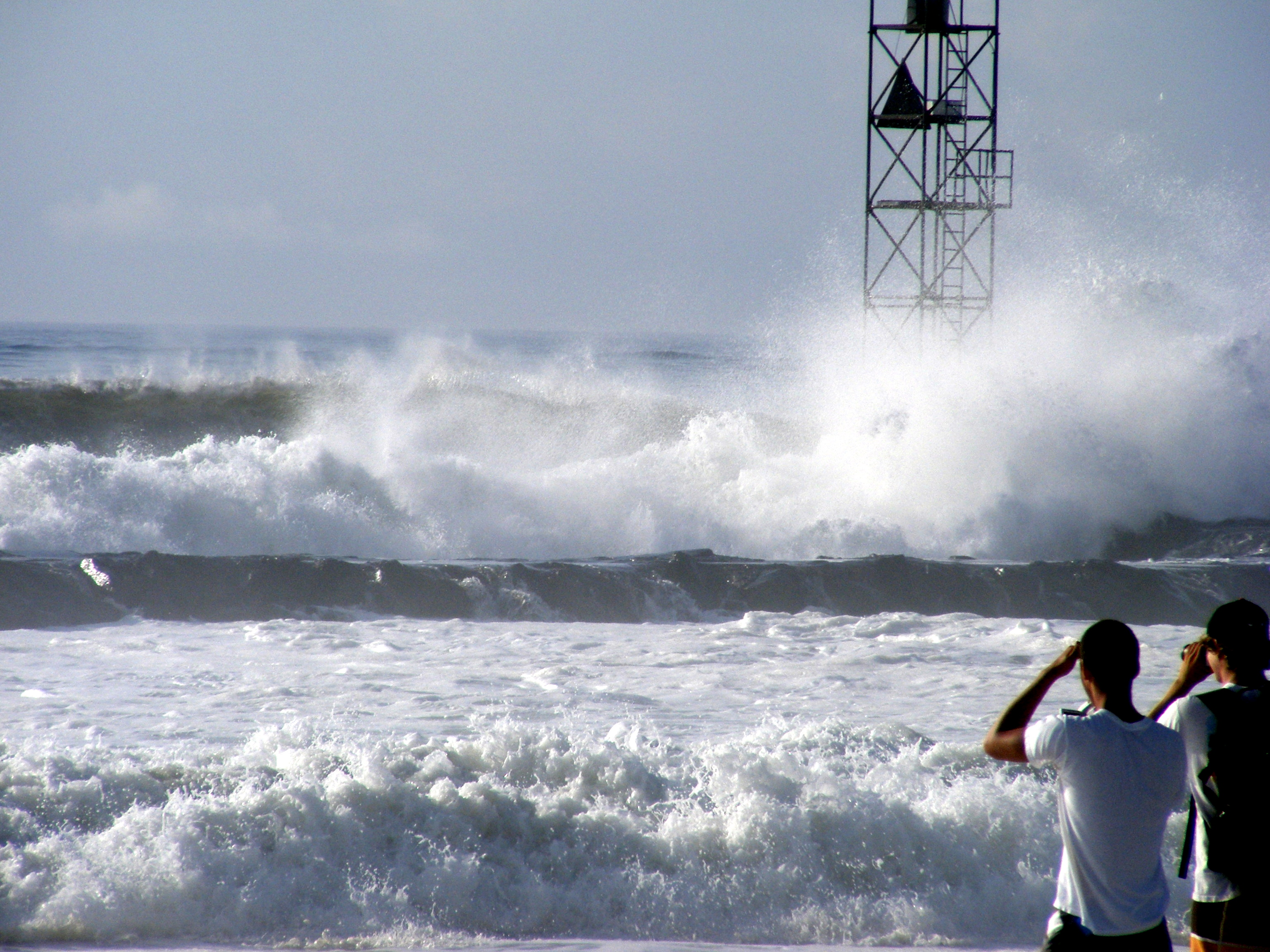
Хвилі від урагану Білл уздовж узбережжя Нью-Джерсі

Середня висота хвиль уздовж узбережжя Джорджії становила від 5 до 6 футів (1,5-1,8 м), а деякі досягали 8 футів (2,4 м). Це призвело до численних рятувальних робіт і деяких незначних прибережних повеней. Пляжі вздовж Лонг-Айленда були закриті після того, як хвилі до 12 футів (3,7 м) почали спричиняти затоплення узбережжя та ерозію пляжу. Усі пляжі навколо Нью-Йорка були закриті через ризик сильних розривних течій і хвиль до 20 футів (6,1 м). На півдні Нью-Йорка холодний фронт, зупинений ураганом Білл, спричинив проливні дощі, щонайменше 2 дюйми (51 мм) за кілька годин, спричинивши раптову повінь і торнадо в Мен. Блискавки, спричинені сильними грозами, також залишили без світла 5000 будинків.
54-річний чоловік потонув у Нью-Смірна-Біч, округ Волусія, штат Флорида, через сильний прибій. У Нью-Йорку сильна ерозія пляжу, спричинена штормом, призвела до збитків на суму понад 35,5 мільйонів доларів. 7-річна дівчинка потонула після того, як її батька та 12-річну дівчинку знесло зі скелястого виступу біля національного парку Акадія в штаті Мен 23 серпня Ці троє були частиною багатотисячного натовпу вранці ввечері, який вишикувався біля скелястого узбережжя національного парку штату Мен, щоб спостерігати за сильним прибоєм і розбиванням хвиль. Влада повідомила, що близько 20 людей віднесло, але 17 з них благополучно повернулися на берег. Одинадцять були відправлені в районні лікарні з травмами спинного мозку.
Двоє рятувальників на пляжі Мекокс Вотер-Міллі, штат Нью-Йорк, супроводжували Девіда Блейна, який займається спортом на витривалість, назад до берега після того, як він нібито потрапив у розривну течію після того, як 23 серпня проігнорував знаки та усні попередження не купатися в океані. Блейн сказав, що він не в біді. і не потребував порятунку.
Далі вглиб материка смуга сильного дощу, викликаного тропічною вологою з Білла, утворила понад 5 дюймів (130 мм) у південному Нью-Гемпширі протягом восьмигодинного періоду. Інтенсивні опади призвели до значної раптової повені, яка охопила кілька доріг і затопила будинки. Зсуви також закрили дороги в деяких частинах штату через обвал схилів. Сім людям знадобилися рятувальники на воді після того, як їхні машини заглохли у паводковій воді. Загалом повені завдали збитків у Нью-Гемпширі приблизно на 700 000 доларів США, але жертв і постраждалих немає.

### Бермудські острови та Атлантична Канада

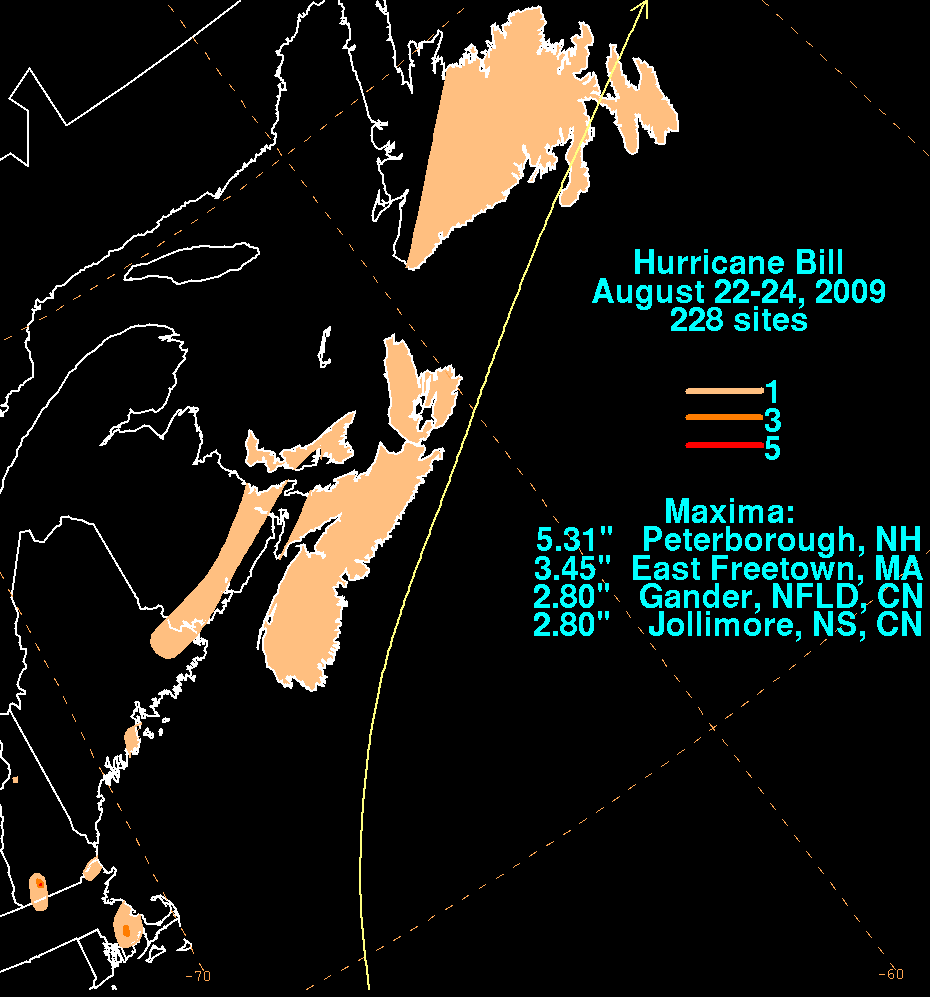
Опади від урагану Білл

Ураган мало вплинув на Бермудські острови. Державна середня школа була призначена притулком для надзвичайних ситуацій, куди армія спасіння забрала шістьох бездомних. Близько 3700 домогосподарств зазнали відключень електроенергії в якийсь момент під час шторму, а в деяких випадках кабельне телебачення та інтернет також були включені, особливо на центральному мисі Спаніш-Пойнт. У суботу вдень комунальники виконували роботи по прибиранню дрібних завалів, переважно викинутого негодою сміття.
У другій половині дня 23 серпня на півдні Нової Шотландії випало до 2,3 дюйма (58 мм) дощу. Через шторм щонайменше 32 000 будинків у Новій Шотландії були знеструмлені. На піку шторму 45 000 людей були знеструмлені, а кількість опадів досягала 1,2 дюйма/год (30 мм/год). Кілька доріг були затоплені, і загальний збиток вважається незначним. Троє людей постраждали від великих хвиль, сувенірний магазин і будинок були сильно пошкоджені, тоді як навіс для риби та хвилеріз були зруйновані в Пеггіс-Коув після того, як їх змило хвилею заввишки 33 фути (10 м). На березі моря буй виміряв хвилі до 85 футів (26 м). Вітер у Новій Шотландії був зареєстрований зі швидкістю до 50 миль/год (85 км/год) із сильнішими поривами.
У Ньюфаундленді півострів Авалон зазнав найсильніших вітрів від урагану Білл. Порив вітру 80 миль/год (130 км/год) був зафіксований на мисі Кейп-Рейс. У Сент-Джонсі сильний вітер повалив дерева. Проте дощі з Білла здебільшого торкнулися центральних районів острова, де максимальна кількість опадів досягла 2,75 дюйма (70 мм) у Гандері. Дощі розмили дороги, що призвело до деяких повеней. В інших районах центрального та південного узбережжя також пройшов дощ. Збитки від шторму по всій Атлантичній Канаді досягли 10 мільйонів доларів.

### Британські острови і Скандинавія
| 1  | 150.0 | 5.91 | Берта 2014   | Інвернесс, Гайленд | [ 75 ] |
| 2  | 135.0 | 5.31 | Чарлі 1986   | Гвінед             | [ 76 ] |
| 3  | 130.0 | 5.12 | Надін 2012   | Північний Йоркшир  | [ 77 ] |
| 4  | 76.0  | 2.99 | Лілі 1996    | Острів Вайт        | [ 78 ] |
| 5  | 61.7  | 2.43 | Зета 2020    | Ланкашир           | [ 79 ] |
| 6  | 48.8  | 1.92 | Грейс 2009   | Конві              | [ 80 ] |
| 7  | 42.2  | 1.66 | Гордон 2006  | Лінкольншир        | [ 81 ] |
| 8  | 38.0  | 1.50 | Гонзало 2014 | Гайленд            | [ 82 ] |
| 9  | 31.0  | 1.22 | Білл 2009    | Камбрія            | [ 83 ] |
| 10 | 30.0  | 1.18 | Лора 2008    | Камбрія            | [ 84 ] |

На Британських островах залишки Білла викликали сильний вітер і проливні дощі. Вся Ірландія та більша частина Сполученого Королівства певним чином постраждали від шторму. Максимальна кількість опадів у Сполученому Королівстві досягла 31 мм (1,2 дюйма) у Шап. Після проходження через Британські острови залишки системи вплинули на частини Скандинавії, перш ніж розсіятися.